# Jaide Stepter Baynes
Jaide Stepter Baynes (Santa Ana, 25 de septiembre de 1994) es una deportista de Estados Unidos que compite en atletismo. Ganó una medalla de oro en los Juegos Panamericanos de 2019, en la prueba de 4 × 400 m.